# Nati nel 1136
| Questa pagina contiene informazioni ricavate automaticamente dalle voci biografiche con l'ausilio del template Bio e di un bot. L'aggiornamento è periodico e automatico e ricostruisce completamente la pagina. Se manca una persona in questa lista, sei pregato di non aggiungerla, ma accertati piuttosto che la sua voce biografica contenga il template Bio e che i dati anagrafici siano correttamente compilati. Se il template Bio manca, inseriscilo tu stesso o, in alternativa, metti l'avviso {{tmp\|Bio}} che ne segnala la mancanza. Se i dati riportati sono sbagliati, correggi direttamente la voce biografica; le modifiche saranno visibili in questa lista entro pochi giorni. Per chiarimenti vedi il progetto biografie. La lista contiene solo le 8 persone che sono citate nell'enciclopedia e per le quali è stato implementato correttamente il template Bio. Pagina aggiornata al 13 gen 2025. |

- 22 luglio - Guglielmo d'Angiò, nobile normanno († 1164)
- 29 luglio - Petronilla d'Aragona, regina († 1174)
- 4 agosto - Umberto III di Savoia, conte († 1189)
- Agnese di Courtenay († 1184)
- Al-Jazari, matematico, inventore e ingegnere meccanico arabo († 1206)
- Amalrico I di Gerusalemme, cavaliere medievale franco († 1174)
- Oglerio di Lucedio, abate italiano († 1214)
- Ubaldesca Taccini, religiosa italiana († 1205)